# Albi di Mickey Mouse Mystery Magazine
Questo è un elenco degli albi di Mickey Mouse Mystery Magazine, usciti tra il maggio 1999 e il marzo 2001.

## Elenco degli albi
| Nº     | Titolo/Storia principale | Storia secondaria          | Data pubblicazione |
| ------ | ------------------------ | -------------------------- | ------------------ |
| MM #0  | Anderville               | -                          | Maggio 1999        |
| MM #1  | The Link                 | -                          | Luglio 1999        |
| MM #2  | Estrelita                | -                          | Settembre 1999     |
| MM #3  | Lost & Found             | Lo scoop                   | Novembre 1999      |
| MM #4  | Mousetrap                | Corsa semplice             | Gennaio 2000       |
| MM #5  | Firestorm                | Una questione di principio | Marzo 2000         |
| MM #6  | Calypso                  | Spy story                  | Maggio 2000        |
| MM #7  | Black Mask               | Prima pagina               | Luglio 2000        |
| MM #8  | Victoria                 | Patty chiari               | Settembre 2000     |
| MM #9  | Run Run Run              | Maryam + Jan               | Novembre 2000      |
| MM #10 | The Dark Side            | -                          | Gennaio 2001       |
| MM #11 | Small World              | -                          | Marzo 2001         |

## Anderville
- Autori: Tito Faraci (testi), Giorgio Cavazzano (disegni).
- Trama: La storia è raccontata in flashback da Topolino all'ispettore Clayton, in un ufficio del 28º distretto di polizia di Anderville. Ai tempi del college, Topolino è stato amico di Sonny Mitchell, con cui condivideva la passione per la criminologia; poi Sonny ha lasciato Topolinia per Anderville, dove ha aperto un'agenzia di investigazioni, di cui Topolino era, formalmente, socio. Quindici anni dopo, Topolino apprende che Sonny è misteriosamente scomparso (in apparenza, morto in un incidente stradale). Recatosi ad Anderville per liquidare l'agenzia, Topolino fa la conoscenza di Little Cesar e dei clienti del suo bar, di Vera Ackerman (la fidanzata di Sonny) e del tassista Burke; costretto ad affrontare in una rissa la banda del gangster Dexter Price, se la cava brillantemente. Di lì a poco, Topolino, incaricato di recapitare un pacco al boss mafioso Sam Roscoe, lo consegna ingenuamente a due poliziotti; indignato per lo sgarro, Roscoe fa rapire Topolino e lo affida ad un altro gangster, detto il professore, perché "gli dia una lezione". Il professore, grazie all'intervento di Vera Ackerman, "grazia" Topolino, purché gli renda un servizio: faccia arrestare il pericoloso e crudele sicario professionista Rud Kaminski, la cui presenza ad Anderville preoccupa la stessa malavita. Con l'aiuto di Little Cesar, Topolino scopre che Kamisnki deve uccidere un suo collega sicario, Bill Sorbo, per impedirgli di testimoniare contro lo spietato miliardario Henry J. Lasswell. Topolino incontra alla stazione ferroviaria Kaminski, con l'intenzione di consegnarlo alla polizia, ma il sicario lo smaschera e dopo una sparatoria sulle scale della stazione e una lotta corpo a corpo tra i binari, Topolino viene salvato dall'intervento della detective Patty Ballestreros. Finito l'interrogatorio, l'ispettore Clayton lascia libero Topolino, a condizione che non lasci la città fino alla conclusione del processo Lasswell; il topo prende il posto di Sonny nell'agenzia investigativa.
- Edizioni: ristampata nel volume MM: le origini e nell'Oscar Mondadori La nera di Topolino.

## The Link
- Autori: Tito Faraci (soggetto e sceneggiatura), Ezio Sisto (soggetto), Alessandro Perina (matite), Sandro Zemolin (chine).
- Trama: La storia prende l'avvio dal furto di un prototipo di microchips alla Millitronics, la ditta del magnate Leopold Milligham; dei tre ladri, uno, il pellerossa Tomoka Marshall, viene colto in flagrante dalla polizia ed è condannato a due anni di carcere, mentre gli altri due, Freddie Conrad e Ralf Frisco, riescono a fuggire e restano impuniti. Dopo aver scontato la sua pena, Tomoka fa perdere le sue tracce mentre misteriosi attentati dinamitardi vengono commessi contro le proprietà di Freddie Conrad e Ralf Frisco; le indagini sono affidati al tenente Forrest Steelhammer, che accusa Tomoka di aver voluto vendicarsi dei propri ex complici. Topolino, assunto dalla madre dell'indiano per ritrovare suo figlio, scopre una foto che mostra Tomoka, Ralf, Freddie, Milligham e Steelhammer assieme in un reparto speciale dell'esercito, e da lì arriva alla verità. Il furto alla Millitronics era stato, in realtà, organizzato da Steelhammer e Milligham, che aveva così evitato di pagare una penale all'esercito per il ritardo nella consegna del prototipo. Stelhammer, dopo aver fatto rapire l'indiano dai suoi uomini, fa credere a Milligham che dietro agli attentati dinamitardi ci sia la vendetta di Tomoka e si offre di fermarlo ma lui in cambio dovrà far sparire dei documenti compromettenti per la reputazione del tenente. Topolino libera Tomoka e insieme i due affrontano e neutralizzano Steelhammer e Milligham. Tomoka viene completamente scagionato e Steelhammer arrestato, ma il maggiore colpevole, Milligham, esce indenne dalla vicenda.

## Estrelita
- Autori: Francesco Artibani (testi), Giuseppe Zironi (matite), Gianni Gatti (chine).
- Trama: Topolino riceve per posta una foto che ritrae Sonny Mitchell ad Estrelita, un paesino poco oltre la frontiera messicana. Deciso ad indagare, Topolino ottiene dall'ispettore Clayton il permesso di lasciare Anderville per sette giorni; in cambio, aiuta il poliziotto ad incastrare Nestor Graves, un trafficante di animali esotici. (Contemporaneamente, Sonny viene ricercato dall'FBI e da tre sicari al soldo del boss della malavita Roman Richmond). Topolino parte per il Messico assieme a Vera Ackerman e passa la frontiera nascosto nel bagagliaio di un'auto, che viene però rubata; quando il topo riesce a liberarsi, Vera è misteriosamente scomparsa e lui stesso viene arrestato dalla polizia messicana per ingresso clandestino. L'agente dell'FBI Skip Kipling fa scarcerare Topolino e gli racconta i retroscena della vicenda. Sonny era venuto a conoscenza dei legami fra Henry Lasswell e Roman Richmond; aveva quindi inscenato la sua morte e si era rifugiato, sotto la protezione dell'FBI, ad Estrelita, da dove era però fuggito nuovamente. Tornato ad Anderville, Topolino ritrova Vera e Sonny, che gli spiega il motivo della sua seconda fuga: Richmond, grazie ai suoi uomini all'interno della procura (l'avvocato Sutton e il viceprocuratore Widmark) aveva scoperto il nascondiglio del pericoloso testimone. Salvatisi dai sicari di Richmond, grazie all'intervento di Little Cesar, Topolino e Sonny affrontano Widmark, che è costretto a dimettersi e a lasciare Anderville. Sonny torna ad Estrelita, assieme a Vera e a Kiroki (una scimmietta, liberata dalle gabbie di Nestor Graves, che ha seguito Topolino per tutto l'episodio).

## Lost & Found
- Autori: Tito Faraci (testi), Claudio Sciarrone (disegni).
- Trama: Topolino, come investigatore privato, ha due nuovi clienti. Jennifer Power gli chiede di rintracciare il suo amico Dirk Morris, giocatore patologico, scomparso dopo essersi impadronito di un milione di dollari appartenenti al finanziere Malcolm Power, padre di Jennifer; la ragazza spera di convincere Dirk a restituire il maltolto. Peter Gamo, un ingenuo contadino venuto in città per la prima volta, invece, assume Topolino perché ritrovi una valigia, contenente diecimila dollari, che gli è stata rubata in albergo. Seguendo una soffiata del giornalista Muck Rakers[1], Topolino, seguito da Peter Gamo, si reca in un'arena dove si svolgono incontri clandestini di lotta con le mazze da baseball e lì ritrova sia Dirk che la valigia di Peter. Topolino e Peter sono prima costretti a salire sul ring e poi sequestrati, assieme a Dirk, dagli scagnozzi di Steve Smithson (il socio di Malcolm Power) ma alla fine tutto si conclude felicemente: Smithson, il vero autore del furto del milione, viene smascherato e Peter recupera i suoi soldi.
- Altri contenuti: a partire da questo numero, le ultime pagine della rivista sono occupate dalla rubrica The Anderville Archive (finti documenti di polizia e articoli di giornale, relativi alla storia principale) e dalle storie umoristiche del giornalista Chester Soup, disegnate da Silvia Ziche.

### True stories, real life: Lo scoop
Rimproverato dal direttore perché, pur essendo presente sul luogo di uno spettacolare incidente aereo, non ha dato la notizia del disastro al giornale, Chester Soup cerca di riscattarsi con un articolo sulla sagra del bullone. Finisce per errore dall'altra parte della città, nel quartiere di Snob Hill e, mentre è impegnato a intervistare un passante, non si accorge che a pochi passi da lui il gatto randagio sta sgominando una banda di terroristi internazionali. Alla fine, è comunque soddisfatto perché il suo reportage sulla sagra del bullone è pubblicato a pagina 45.

## Mousetrap
- Autori: Francesco Artibani (testi), Giuseppe Zironi (matite), Gianni Gatti e Gianmarco Villa (chine).
- Trama: Il procuratore Stanson scopre che, nella cassetta di sicurezza di Lasswell alla Welzen National Bank si trovano tre dischetti di computer contenenti materiale compromettente per il corrotto finanziere e ne chiede il sequestro. Lasswell decide allora, d'accordo con Gloria Gump, di far rapinare la sua stessa cassetta da Topolino, ottenendo così il doppio risultato di far sparire le prove e di screditare il principale testimone contro di lui. Seth Salem, un rapinatore di banche, uscito dal carcere di Older col consenso della direttrice Gloria Gump, obbliga Topolino a prendere parte alla rapina alla Welzen, minacciandolo di rappresaglie contro Vera Ackerman; l'investigatore, con estrema riluttanza, è costretto ad accettare. Il giorno della rapina, un complice di Seth, Tony Marino, esperto in elettronica, sabota il sistema di sicurezza della banca, obbligando il direttore ad aprire la porta di emergenza; Seth entra nella banca a mano armata, con due complici e Topolino, e si impadronisce dei tre dischetti, ma, appena effettuato il colpo, tutta la banda cade nelle mani della polizia. In realtà Topolino aveva fatto il doppio gioco fin dal principio, d'accordo con l'ispettore Clayton, per far venire allo scoperto i criminali. Prima di essere catturato, tuttavia, Seth è riuscito a spedire i tre dischetti alla Gump, che, ormai più potente dei suoi soci Lasswell e Milligam grazie alle informazioni di cui è in possesso, proclama:  " È tempo di conquistare Anderville".

### True stories, real life: Corsa semplice
Chester Soup convince un tassista indù a cedergli il veicolo per una giornata; sul suo mezzo, salgono un rapinatore in fuga (che Chester scambia per un cliente) e un certo Miguel che deve andare all'ospedale per farsi togliere un dente. Lo sfortunato rapinatore viene prima ricoverato e operato al posto di Miguel, e poi aggredito dal gatto quando cerca di recuperare sul taxi il bottino, ma, come al solito, Chester non si accorge di nulla e pubblica un articolo in chiave intimista sulle sue esperienze di tassista. 

## Firestorm
- Autori: Tito Faraci (testi), Alessandro Perina (disegni).
- Trama: Si apre il processo a Lasswell[2], contro cui deve testimoniare anche Topolino. Il topo sfugge miracolosamente a due attentati: prima viene fatta saltare in aria la sua abitazione, poi due sicari tentano di ucciderlo nell'albergo dove si è nascosto sotto la protezione di Patty Ballestreros. Topolino e Patty cercano allora rifugio nel villaggio di Sunrock, sull'isola di Shark Keys, presso Hawk, lo zio della poliziotta. Hawk racconta a Topolino come, durante la guerra d'indipendenza americana, i pescatori di Shark Keys e gli abitanti di Anderville si unirono per combattere gli inglesi, spinti da quello che da allora fu chiamato "lo spirito di Anderville". Due uomini di Milligham (che intende acquistare Shark Keys per una speculazione immobiliare) scoprono la presenza di Topolino sull'isola; Milligham passa l'informazione a Lasswell, che invia sul posto un commando armato su elicotteri. I pescatori di Shark Keys, armati solo di un vecchio cannone rimasto sull'isola come ricordo della battaglia, riescono però, come i loro antenati, a sconfiggere gli invasori, e Topolino è in grado di testimoniare contro Lasswell.

### True stories, real life: Una questione di principio
Chester si infiltra, travestito da cameriere, alla festa di Arthur Penniless, il proprietario del rivale Anderville News Pioneer. Lì incontra Penny , una giornalista di cui si è innamorato quando entrambi facevano praticantato in un foglio di provincia, e che in realtà è la figlia di Arthur Penniless. Emozionato per aver rivisto il suo amore, Chester non si accorge che intanto la sua presenza e quella del gatto hanno provocato una gigantesca rissa fra gli invitati alla festa, che culmina con l'incendio di Villa Penniless.

## Calypso
- Autori: Francesco Artibani (testi), Claudio Sciarrone (disegni).
- Trama: nel prologo, Topolino e Burke sventano un attentato all'avvocato Queeg da parte di Sharky, uno scherano di Lasswell (un altro detenuto di Older "in libera uscita"). L'episodio esplora il genere del film carcerario. L'esito del processo Lasswell, dopo le ritrattazioni di alcuni testimoni e la sparizione dei tre dischetti compromettenti, è incerto: sei giurati sono per la condanna e sei per l'assoluzione. Sharky riconosce in uno dei giurati, Kevin Guthrie, il misterioso pugile Jefferson Cage, che ha cambiato identità dopo aver testimoniato contro il racket della boxe clandestina. Jefferson, ricattato da Sharky, che gli chiede di cambiare il suo voto al processo in cambio del dossier su di lui, si rivolge a Topolino per aiuto. Topolino è desideroso di capire come dei criminali, teoricamente in carcere, possano circolare liberamente per la città; riesce così a infiltrarsi fra i detenuti di Older, con l'aiuto del gangster chiamato "il professore", assumendo il nome di Alfred Levin (allusione ad Al Levin, alias Floyd Gottfredson, storico autore di storie del personaggio degli anni trenta). Viene però riconosciuto da Seth Salem (vedi l'episodio Mousetrap), che tenta di eliminarlo assieme a Sharky; dopo un lungo inseguimento nei sotterranei del carcere, Topolino ha la meglio su Sharky. Il gangster confessa che non esiste alcun dossier su Jefferson e che Gloria Gump è la responsabile delle misteriose evasioni. Topolino riesce a fuggire in barca dall'isola e ad avvertire Jefferson, chiuso in camera di consiglio, che può votare secondo coscienza. Ciononostante, Lasswell viene finalmente condannato a una lieve pena per reati amministrativi ed assolto per le imputazioni più gravi.

### True stories, real life: Spy story
Mentre sta facendo un servizio fotografico al parco, Chester vede Penny a passeggio col padre e le scatta una serie di foto; senza accorgersene, riprende anche due spie che si scambiano dei documenti. Recatosi dal fotografo per sviluppare il rullino, viene preso in ostaggio e portato alla stazione da una delle due spie; una volta sul treno, il rapitore viene disarmato dal gatto e dal controllore, e quindi arrestato. Totalmente preso dai suoi problemi sentimentali, Chester non capisce cosa gli è successo e resta convinto che la spia volesse proteggerlo dalla reazione di Arthur Penniless.

## Black Mask
- Autori: Tito Faraci (soggetto e sceneggiatura), Ezio Sisto (soggetto), Corrado Mastantuono (matite e chine), Sandro Zemolin (chine).
- Trama: Concluso il processo a Lasswell, il giudice Raven autorizza Topolino a lasciare Anderville, ma l'ispettore Clayton tiene nascosta al topo la notizia per tre settimane; indignata per la scorrettezza del suo superiore, Patty Ballestreros dà le dimissioni dalla polizia. Per tornare a casa, Topolino accetta l'incarico di responsabile della sicurezza sul Black Mask, un treno di lusso per i viaggi intercontinentali, prodotto dalle industrie di Leopold Milligham e guidato da Fred, un sofisticato computer dotato di parola (ispirato all'HAL 9000 di 2001: Odissea nello spazio). Sul treno un misterioso killer, la Sfinge, tenta più volte di uccidere Topolino, mentre Fred sembra perdere il controllo del treno, a causa di un sabotaggio. Intanto, ad Anderville, un complice della Sfinge, Bubba Gerrold, confessa a Clayton e Patty di aver fatto salire il sicario a bordo del treno per conto di un misterioso mandante. I due poliziotti, aiutati dallo stesso Milligham, riescono a comunicare a Topolino l'identità della Sfinge: è il medico di bordo, la dottoressa Lorrain, mentre Fred è stato sabotato dall'ingegnere Nathan Groove per conto di un'azienda concorrente della Millitronics. Dopo aver avuto la meglio sulla donna sicario, Topolino decide di restare ad Anderville, e Patty Ballestreros diventa sua socia nell'agenzia investigativa.
- Altri contenuti: in questo numero si conclude la serie umoristica di Chester Soup: nella sua ultima storia, l'inetto giornalista riesce a diventare miliardario e a sposare Penny Pennyless, figlia dell'editore dell'Anderville News Pioneer.

### True stories, real life: Prima pagina
Chester Soup viene inviato dal direttore a visitare la serra del miliardario Elmer Gifford. Costui, insoddisfatto del figlio, ha deciso di lasciare la sua fortuna alla prima persona che suonerà alla sua porta, e il caso vuole che questa sia Chester. Il giornalista sfugge al tentativo da parte del figlio di Gifford di farlo divorare da una pianta carnivora, sempre grazie all'intervento del gatto; di lì a poco, però, si inimica il miliardario strappando una preziosa orchidea per offrirla a Penny, venuta anche lei in visita alla serra. Gifford, esasperato, preferisce nominare erede il gatto ma Chester, l'unico in grado di tenere buono l'animale, ne diventa il tutore. Ormai ricco, il giornalista può permettersi di chiedere in moglie Penny e raggiunge finalmente la prima pagina di entrambi i giornali cittadini con la notizia del suo matrimonio. 

## Victoria
- Autori: Augusto Macchetto (testi), Stefano Turconi (matite), Roberta Zanotta (chine).
- Trama: Topolino è rapito e portato nel misterioso quartiere di Peaksmouth, nel covo dell'Evaporatore, il capo dell'Ufficio cancellazione e creazione, una società segreta che procura identità false a chi abbia intenzione di rifarsi una vita. L'evaporatore obbliga Topolino, minacciando di distruggere la sua identità, a cercare Errol Evans, un suo dipendente che si è impadronito di documenti compromettenti. Mentre Erroll si aggira per Anderville e pone un ordigno sulla statua della Victoria Tower, Topolino fa delle ricerche su George Trenco, il costruttore che eresse la colossale statua ma, pochi anni dopo, scomparve dalla città in seguito ad un fallimento. Nella villa abbandonata di Trenco, Topolino si incontra con Erroll, che è in realtà William Trenco, il figlio dello sfortunato imprenditore. Dopo una sparatoria con l'Evaporatore ed i suoi uomini, risolta dall'intervento di Patty Ballestreros, William Trenco fa esplodere l'ordigno e fa cadere su Anderville una pioggia di titoli al portatore, pagando così i debiti del padre verso la città e riabilitandone il nome. In seguito, sappiamo che William Trenco ha preso il posto dell'Evaporatore alla testa dell'Ufficio cancellazione e creazione.
- Altri contenuti: Patty chiari, dove una Patty Ballestreros alle prime armi si innamora di un criminale (che è in realtà un poliziotto infiltrato) inaugura Anderville Confidential, una nuova serie di raccontini umoristici pubblicati in appendice alla storia principale.

### Anderville confidential: Patty chiari
Una Patty Ballestreros alle prime armi come detective, ma già tosta, arresta per ben tre volte J. J. Hollywood, un ladruncolo di bella presenza e dai modi insolenti, che a ogni arresto cerca di corteggiarla. Patty respinge ogni volta le avance, anche menando le mani, ma non può negare di provare una certa attrazione per l'uomo, ed è amareggiata sapendolo condannato a quindici anni come membro della banda del Granchio. Clayton e Little Caesar allora, fanno in modo che Patty incontri J. J. una quarta volta, e possa scoprire che il criminale in realtà era sempre stato un agente di polizia sotto copertura. 

## Run Run Run
- Autori: Riccardo Secchi (testi), Paolo Mottura (disegni).
- Trama: Topolino riceve una lettera minatoria; il suo autore, che si firma "il fan", dice di aver piazzato alcune bombe sul percorso della tradizionale maratona di Anderville e sfida l'investigatore a rintracciarle prima che esplodano. Topolino si iscrive alla maratona e durante la gara, interpretando gli enigmatici messaggi che "il fan" gli manda attraverso un telefonino, riesce a scoprire e disinnescare quattro bombe, evitando così una strage; contemporaneamente, saltano in aria alcuni edifici appartenenti alla malavita di Anderville. La polizia riesce a identificare ed arrestare "il fan": è Joe Lozano, un folle dinamitardo che nutre un profondo odio irrazionale per Topolino; gli esplosivi gli sono stati forniti da Albrecht, un gangster di Apper City, che intende impadronirsi della malavita di Anderville. Esausto per lo stress e la fatica della maratona, Topolino si addormenta, mentre i suoi amici festeggiano l'inaugurazione del suo nuovo appartamento.
- Altri contenuti: in Marjam + Jan (secondo ed ultimo episodio di Anderville Confidential) un giovane Jan Clayton è alle prese con una studentessa contestatrice di colore, che diventerà poi sua moglie.

### Anderville confidential: Maryam + Jan
Durante una manifestazione di protesta, Jan Clayton, ancora un semplice agente scelto, invita una giovane contestatrice di colore, Maryam, a scendere dal cofano di un'auto della polizia. La richiesta, fatta senza intenzioni ostili, provoca un tafferuglio e l'arresto di Maryam; Clayton è incaricato di riportare la ragazza alla casa dei genitori in Virginia. Il lungo viaggio in auto è agitato da battibecchi e tentativi di fuga, ma all'arrivo i due sono ormai amici e Clayton acconsente a tenere nascosto al padre di Maryam l'arresto della ragazza. Accolto calorosamente dalla famiglia della giovane ribelle, Clayton finirà per innamorarsi di lei e sposarla. 

## The Dark Side
- Autori: Tito Faraci (testi), Marco Palazzi (matite), Gianmarco Villa (chine).
- Trama: Ad Anderville, è nata una squadra di vigilantes, la Dark Side, ben armata e addestrata, che combatte i criminali contro cui la polizia non può agire per mancanza di prove. In una delle sue azioni, rimane ferito un innocente: Richie Vargas, un ex detenuto che era riuscito a rifarsi una vita grazie alla signora Nailsmith, una miliardaria filantropa. La signora Nailsmith assume Topolino per indagare sulla Dark Side, con l'aiuto dell'indiano Tomoka Marshall (vedi episodio The Link). Intanto, Muck Rakers è rapito dalla misteriosa banda di giustizieri, sulla quale stava conducendo un'inchiesta, e l'ispettore Clayton sfugge, grazie a Topolino, ad un agguato della banda di Otar Vandell (un gangster stranamente risparmiato dalle azioni della Dark Side). Topolino, Patty, Tomoka e Clayton penetrano nel covo di Vandell e lì trovano Rakers. Di lì a poco arrivano gli uomini della Dark Side, guidati dal loro misterioso capo: è il commissario Victor Starker, un poliziotto corrotto che aveva messo in piedi l'organizzazione per screditare il capo della polizia di Anderville (e prenderne così il posto) e aiutare il suo alleato Vandell eliminandone i rivali. Sono gli stessi membri della Dark Side (poliziotti in buona fede, all'oscuro delle macchinazioni di Starker) ad arrestare il loro capo e a consegnarlo a Clayton.

## Small World
- Autori: Francesco Artibani (testi), Silvio Camboni (disegni).
- Trama: Topolino è incaricato da un'agenzia di assicurazioni di indagare sull'incendio di una palazzina, che si sospetta appiccato dal proprietario Morrison per intascare la polizza. Intanto, altri attentati incendiari vengono commessi ai danni dei vigili del fuoco di Anderville. (Alla vicenda principale si alternano le imprese dei fratelli Klaus e Billy Pretzler, due goffi e sfortunati rapinatori). Topolino si convince dell'innocenza di Morrison; ad appiccare l'incendio è stato uno degli inquilini del palazzo, il misterioso avvocato Craig (che è in realtà Charles Benson[3]). Hofmann confessa a Topolino che i suoi uomini fabbricarono delle false prove contro Benson, e che il piromane, ora uscito di prigione, vuole vendicarsi del corpo dei pompieri. In una fabbrica di fuochi artificiali, si ha lo scontro finale tra gli uomini di Hofmann e Benson; il folle piromane riesce a fuggire, ma la sua auto si scontra con quella dei fratelli Pretzler (che già in precedenza, senza saperlo, avevano intralciato i suoi piani), e tutti e tre vengono arrestati. Topolino, preso congedo da Patty, dagli amici del Little Cesar e da Clayton, torna finalmente a Topolinia.